# 長浜郵便局 (滋賀県)
長浜郵便局（ながはまゆうびんきょく）は、滋賀県長浜市にある郵便局。民営化前の分類では集配普通郵便局であった。

## 概要
住所：〒526-8799 滋賀県長浜市列見町11-9

## 沿革
- 1872年3月9日（明治5年2月1日） - 長浜郵便取扱所として開設[1]。
- 1873年（明治6年）5月 - 長浜郵便役所となる。
- 1875年（明治8年）1月1日 - 長浜郵便局（三等）となる。翌日より為替取扱を開始。
- 1878年（明治11年）9月25日 - 貯金取扱を開始。
- 1885年（明治18年） - 電信取扱を開始。
- 1886年（明治19年）1月4日 - 電信為替事務開始[2]。
- 1887年（明治20年）12月1日 - 長浜郵便電信局となる。
- 1903年（明治36年）4月1日 - 通信官署官制の施行に伴い長浜郵便局となる。
- 1956年（昭和31年）3月30日 - 電話通話および和文電報受付事務の取扱を開始[3]。
- 1965年（昭和40年）2月 - 局舎新築落成。
- 1977年（昭和52年）9月5日 - 南郷里簡易郵便局の廃止に伴い、取扱事務を承継。
- 1984年（昭和59年）4月9日 - 長浜市南呉服町から、同市列見町に局舎を新築、移転。
- 1996年（平成8年）7月1日 - 外国通貨の両替および旅行小切手の売買に関する業務取扱を開始。
- 2007年（平成19年）3月19日 - びわ郵便局および虎姫郵便局からそれぞれ「526-01xx」「529-01xx」区域の集配業務を移管[4]。
- 2007年（平成19年）10月1日 - 民営化に伴い、併設された郵便事業長浜支店に一部業務を移管。
- 2012年（平成24年）10月1日 - 日本郵便株式会社発足に伴い、郵便事業長浜支店を長浜郵便局に統合。
- 2016年（平成28年）2月29日 - 湖北郵便局から「529-03xx」区域の集配業務を移管。

## 取扱内容
- 郵便、印紙、ゆうパック、内容証明
- 貯金、為替、振替、振込、国際送金、国債、投資信託
- 生命保険、バイク自賠責保険、がん保険、引受条件緩和型医療保険
- ゆうちょ銀行ATM
- 「526-00xx」「526-01xx」「526-08xx」「529-01xx」「529-03xx」区域（長浜市（合併前からの長浜市域、旧びわ町域、旧虎姫町域、旧湖北町域））の集配業務
- ゆうゆう窓口

## 周辺
長浜市街の北部に位置する。
- 長浜市立長浜北小学校
- 国道8号
- 外堀くすのき通り

## アクセス
- JR北陸本線 長浜駅（東口）から北へ1.1km（徒歩約18分）
- 湖国バス 長浜郵便局前停留所下車
- 北陸自動車道 長浜ICから南西へ約2.5km
- 滋賀県道251号祇園八幡中山線沿い
- 駐車場あり：17台